# Serge Vandaele
Pour les articles homonymes, voir Vandaele.
Serge Vandaele (né le 16 août 1952 à Wevelgem) est un coureur cycliste belge.

## Palmarès
- 1974
  - Circuit franco-belge
  - 3e du Circuit du Houtland
- 1975
  - Circuit du Pays de Waes
  - 2e de la Coupe Sels
  - 2e du Circuit de Belgique centrale
  - 2e du Circuit des Trois Provinces (Avelgem)
- 1976
  - Circuit du Port de Dunkerque
  - 3e étape des Quatre Jours de Dunkerque
  - 2e de Halle-Ingooigem
  - 4e de la Nokere Koerse
- 1977
  - 2e du Grand Prix de Denain
  - 2e de l'Étoile de Bessèges
  - 3e de la Gullegem Koerse
  - 5e de la Nokere Koerse